# Liste der brasilianischen Botschafter in Dänemark
Der brasilianische Botschafter residiert an der Christian ix’s Gade 2 Kopenhagen.
Er ist regelmäßig bei der Regierung in Vilnius akkreditiert.
| Ernannt / Akkreditiert | Name                                         | Bemerkungen | ernannt von                          | akkreditiert bei            | Posten verlassen |
| ---------------------- | -------------------------------------------- | --- | ------------------------------------ | --------------------------- | ---------------- |
| 1857                   | Marcos Antônio de Araújo e Abreu             | | Peter II.                            | Carl Christian Hall         |                  |
| 1886                   | Ernesto Antônio de Souza Leconte             | | Peter II.                            | Jacob Estrup                |                  |
| 1906                   | David Morethson Campista                     | (* 22. Januar 1863 in Rio de Janeiro; † 11. Oktober 1911 in Kopenhagen) | Francisco de Paula Rodrigues Alves   | Jens Christian Christensen  | 11. Okt. 1911    |
| 12. Okt. 1911          | Gestâo de Cunha                              | außerordentlicher Gesandter und Ministre plénipotentiaire | Hermes Rodrigues da Fonseca          | Klau Berntsen               | 10. Juli 1913    |
| 11. Juli 1931          | Manuel Gonçalves Pereira                     | außerordentlicher Gesandter und Ministre plénipotentiaire | Getúlio Dornelles Vargas             | Thorvald Stauning           | 26. Okt. 1914    |
| 28. Okt. 1914          |                                              | Ohne diplomatische Vertretung | Venceslau Brás Pereira Gomes         | Carl Theodor Zahle          |                  |
| 5. Juni 1915           | Antônio do Nascimento Feitosa                | außerordentlicher Gesandter und Ministre plénipotentiaire | Venceslau Brás Pereira Gomes         | Carl Theodor Zahle          |                  |
| 5. Juni 1915           | Alfredo Luz                                  | Geschäftsträger | Venceslau Brás Pereira Gomes         | Carl Theodor Zahle          |                  |
| 24. Sep. 1916          | Hippólito Pacheco Alves d’Araújo             | außerordentlicher Gesandter und Ministre plénipotentiaire | Venceslau Brás Pereira Gomes         | Carl Theodor Zahle          | 24. Sep. 1919    |
| 1919                   | Pedro Leão Volloso                           | Geschäftsträger | Epitácio da Silva Pessoa             | Carl Theodor Zahle          | 1920             |
| 26. März 1920          |                                              | Ohne diplomatische Vertretung | Epitácio da Silva Pessoa             | Otto Liebe                  | 12. Apr. 1922    |
| 1922                   | Lucílio Antônio da Cunha Bueno               | Geschäftsträger | Artur da Silva Bernardes             | Otto Liebe                  |                  |
| 26. Juli 1922          | Lucílio Antônio da Cunha Bueno               | Ministerresidente | Artur da Silva Bernardes             | Otto Liebe                  | 4. Mai 1929      |
| 1929                   | Argeu de Seadas Machado Guimarâes            | Geschäftsträger | Washington Luís Pereira de Sousa     | Thorvald Stauning           |                  |
| 17. Nov. 1929          | José Joaquim de Lima e Silva Moniz de Aragão | Ministerresidente | Washington Luís Pereira de Sousa     | Thorvald Stauning           | 1. Juni 1931     |
| 2. Juni 1931           | Carlos Martins Pereira de Souza              | außerordentlicher Gesandter und Ministre plénipotentiaire | Getúlio Vargas                       | Thorvald Stauning           | 30. Mai 1934     |
| 1934                   | Jorge Olinto de Oliveira                     | Geschäftsträger | Getúlio Vargas                       | Thorvald Stauning           | 1936             |
| 1. Sep. 1936           | Paulo Coelho de Almeida                      | außerordentlicher Gesandter und Ministre plénipotentiaire | Getúlio Vargas                       | Thorvald Stauning           | 10. Jan. 1939    |
| 1939                   | Carlos Buarque de Macedo                     | Geschäftsträger | Getúlio Vargas                       | Thorvald Stauning           |                  |
| 16. Feb. 1939          | Gastão Paranhos do Rio Branco                | außerordentlicher Gesandter und Ministre plénipotentiaire | Getúlio Vargas                       | Thorvald Stauning           | 23. Jan. 1942    |
| 24. Jan. 1942          |                                              | Ohne diplomatische Vertretung | Getúlio Vargas                       | Vilhelm Buhl                | 29. Aug. 1942    |
| 30. Aug. 1942          | Heitor Lyra                                  | außerordentlicher Gesandter und Ministre plénipotentiaire | Getúlio Vargas                       | Vilhelm Buhl                | 6. Feb. 1950     |
| 1950                   | Jorge D’Escragnolle Taunay                   | Geschäftsträger | Eurico Gaspar Dutra                  | Erik Eriksen                |                  |
| 25. Juli 1950          | Décio Honorato de Moura                      | außerordentlicher Gesandter und Ministre plénipotentiaire | Eurico Gaspar Dutra                  | Erik Eriksen                | 1. Feb. 1953     |
| 1953                   | Mellilo Moreira de Mello                     | Geschäftsträger | Getúlio Vargas                       | Hans Hedtoft                |                  |
| 10. März 1953          | Nemésio Dutra                                | außerordentlicher Gesandter und Ministre plénipotentiaire | Getúlio Vargas                       | Hans Hedtoft                | 27. Juni 1954    |
| 1954                   | Mellilo Moreira de Mello                     | Geschäftsträger | João Café Filho                      | Hans Hedtoft                |                  |
| 7. Juli 1954           | Alfonso Barboza de Almeida Portugal          | außerordentlicher Gesandter und Ministre plénipotentiaire | João Café Filho                      | Hans Hedtoft                | 5. Mai 1956      |
| 1956                   | Carlos Jacintho de Barros                    | Geschäftsträger | Juscelino Kubitschek                 | Hans Christian Svane Hansen | 1957             |
| 5. Feb. 1957           | Jayme de Souza Gomes                         | außerordentlicher Gesandter und Ministre plénipotentiaire | Juscelino Kubitschek                 | Hans Christian Svane Hansen | 5. Apr. 1958     |
| 1958                   | Jorge de Sá Almeida                          | Geschäftsträger | Juscelino Kubitschek                 | Hans Christian Svane Hansen |                  |
| 11. Apr. 1958          | João Emilio Ribeiro                          | | Juscelino Kubitschek                 | Hans Christian Svane Hansen | 1. Nov. 1962     |
| 1962                   | João Luiz Areias Netto                       | Geschäftsträger | Jânio Quadros                        | Jens Otto Krag              | 1964             |
| 1964                   | Nestor Luiz Fernandes Barros dos Santos Lima | Geschäftsträger | Pascoal Ranieri Mazzilli             | Jens Otto Krag              |                  |
| 25. März 1954          | Carlos Martins Thompson Flôres               | | João Café Filho                      | Hans Hedtoft                | 30. Nov. 1967    |
| 1967                   | Edmundo Radwanski                            | Geschäftsträger | Artur da Costa e Silva               | Jens Otto Krag              | 1968             |
| 3. Jan. 1968           | Manuel Antônio Maria de Pimentel Brandão     | | Artur da Costa e Silva               | Hilmar Baunsgaard           | 4. Dez. 1970     |
| 1970                   | Ivonne Magno Pantoja                         | Geschäftsträger | Aurélio de Lira Tavares              | Hilmar Baunsgaard           |                  |
| 14. Dez. 1970          | Henrique Rodrigues Vaile                     | | Aurélio de Lira Tavares              | Hilmar Baunsgaard           | 28. Juli 1972    |
| 1972                   | Manuel Maria Fernández Alcázar               | Geschäftsträger | Aurélio de Lira Tavares              | Anker Jørgensen             |                  |
| 16. Nov. 1972          | Lauro Escorel Rodrigues de Moraes            | (* 13. September 1917 in São Paulo) 15. Januar 1982: Botschafter in Madrid | Aurélio de Lira Tavares              | Anker Jørgensen             | 31. Dez. 1974    |
| 1. Jan. 1975           | Luiz Filipe de Macedo Soares Guimarães       | Geschäftsträger | Ernesto Geisel                       | Poul Hartling               | 2. Feb. 1975     |
| 3. Feb. 1975           | Lauro Escorel Rodrigues de Moraes            | | Ernesto Geisel                       | Anker Jørgensen             | 31. März 1975    |
| 1. Apr. 1975           | João Gracie Lampreia                         | (* 17. November 1912 in São Paulo), 30. Januar 1968 – 14. Januar 1971: Botschafter in Addis Abeba | Ernesto Geisel                       | Anker Jørgensen             | 30. Apr. 1975    |
| 12. Okt. 1975          | Luiz Filipe de Macedo Soares Guimarães       | Geschäftsträger | Ernesto Geisel                       | Anker Jørgensen             | 15. Okt. 1975    |
| 16. Okt. 1975          | João Gracie Lampreia                         | | Ernesto Geisel                       | Anker Jørgensen             | 2. Dez. 1975     |
| 3. Dez. 1975           | Luiz Filipe de Macedo Soares Guimarães       | Geschäftsträger | Ernesto Geisel                       | Anker Jørgensen             | 31. Dez. 1975    |
| 1977                   | Hélio Antônio Scarabôtolo                    | (* 1. August 1921 in Santa Cruz das Palmeiras São Paulo (Bundesstaat); † 1996) Cônsul em Amsterdã, 6. Januar 1986: Botschafter in Bagdad | Ernesto Geisel                       | Anker Jørgensen             | 7. Juni 1984     |
| 7. Juni 1984           | Wladimir do Amaral Murtinho                  | | João Baptista de Oliveira Figueiredo | Poul Schlüter               |                  |
| 1988                   | Sérgio Henrique Nabuco de Castro             | Geschäftsträger 13. Mai 1998: Botschafter in Amman | João Baptista de Oliveira Figueiredo | Poul Schlüter               |                  |
| 20. Mai 1991           | Luiz Antônio Jardim Gagliarde                | MSF 84 de 1991 | Fernando Collor de Mello             | Poul Schlüter               |                  |
| 14. Okt. 1993          | Luiz Antônio Jardim Gagliardi                | zum Botschafter in Vilnius ernannt: MSF 232 de 1993 vom 6. Oktober 1993 | Itamar Franco                        | Poul Nyrup Rasmussen        |                  |
| 28. März 1995          | José Viegas Filho                            | MSF 12 de 1995 vom 20. März 1995 | Fernando Henrique Cardoso            | Poul Nyrup Rasmussen        |                  |
| 28. Aug. 1995          | José Viegas Filho                            | zum Botschafter in Vilnius ernannt: MSF 114 de 1995 vom 22. Juni 1995 | Fernando Henrique Cardoso            | Poul Nyrup Rasmussen        |                  |
| 28. Apr. 1998          | Carlos Luiz Coutinho Perez                   | MSF 94 de 1998 vom 15. April 1998 | Fernando Henrique Cardoso            | Poul Nyrup Rasmussen        |                  |
| 28. Sep. 2001          | Vera Pedrosa Martíns de Almeida              | MSF 137 de 2001 vom 22. August 2001 | Fernando Henrique Cardoso            | Anders Fogh Rasmussen       |                  |
| 21. Nov. 2003          | Vera Pedrosa Martíns de Almeida              | zum Botschafterin in Vilnius ernannt Mensagem Nº 264, DE 2003 vom 21. November 2003 | Fernando Henrique Cardoso            | Anders Fogh Rasmussen       |                  |
| 26. Sep. 2003          | Marco César Meira Naslausky                  | MSF 154 de 2003 vom 17. September 2003 | Luiz Inácio Lula da Silva            | Anders Fogh Rasmussen       |                  |
| 2. Juli 2004           | Marco César Meira Naslausky                  | zum Botschafter in Vilnius ernannt: MSF 226 de 2003 vom 17. Juni 2004 | Luiz Inácio Lula da Silva            | Anders Fogh Rasmussen       |                  |
| 19. Juli 2006          | Georges Lamaziére                            | zum Botschafter in Vilnius ernannt: (* 4. Januar 1952 in Rio de Janeiro) Sohn von Vera da Motta Lamaziére und Maurice Lamaziére MSF 172 de 2006 vom 11. Juli 2006 | Luiz Inácio Lula da Silva            | Anders Fogh Rasmussen       |                  |
| 18. Juni 2010          | Gonçalo de Barros Carvalho e Mello Mourão    | zum Botschafter in Vilnius ernannt: (* 18. August 1950 in Ipueiras CE) Sohn von Léa de Barros Carvalho e Mello Mourão und Gerardo Majella Mello Mourão, 10. Juni 1981 Geschäftsträger in Algier, 11. November 1993 Geschäftsträger in Asunción, 28. August 1996: Geschäftsträger in Paris, 6. Juli 2001: Geschäftsträger in Lissabon, MSF 71 de 2010 vom 18. Mai 2010 | Luiz Inácio Lula da Silva            | Lars Løkke Rasmussen        |                  |
| 26. Juni 2013          | Marcus Camacho de Vincenzi                   | zum Botschafter in Vilnius ernannt: (* 21. März 1946 in Rio de Janeiro) Sohn von Dora Yedda de Vincenzi und Oscar Raphael Castro e Solva de Vincenzi, 1998: Botschafter in Bogota, 2002: Botschafter in Beirut MSF 26 de 2013 vom 5. Juni 2013 | Fernando Collor de Mello             | Helle Thorning-Schmidt      |                  |